# Sztumski
Pour les articles homonymes, voir Sokolski.
Le Sztumski (polonais : Sztumski) est une race de chevaux de trait originaire de Pologne. 

## Dénomination
Le Sztumski doit son nom à la région de Sztum, située dans le Nord-est de la Pologne.

## Histoire
Les origines de la race remontent à la première moitié du XIXe siècle, dans les régions de l'Ermeland, de Powisle et de Pomorze Gdanskie. Ce cheval de trait provient du croisement entre les juments locales et des étalons de trait à sang froid, notamment Ardennais, Belges (Rhénan et Danois) et Bretons.
La race émerge en tant que telle au début du XXe siècle. En effet, la très forte demande en chevaux de trait entraîne des importations massives de ce type de chevaux en Pologne. 
Un registre généalogique est créé en 1964. Il comporte deux sections, une pour les chevaux nés en Pologne et une pour les chevaux d'origine étrangère. Le nombre de chevaux de trait diminue par la suite drastiquement en Pologne, avec la raréfaction de leurs usages.
Les études de lignées menées dans les années 1980 permettent de caractériser deux types de chevaux de trait en Pologne, le Sztumski et le Sokólski. Ces deux populations de chevaux de trait disposent depuis de registres séparés, et sont considérées comme des races distinctes.
De premières études de conservation de cette race sont lancées en 2008, dans l'objectif d'en restaurer la population et de mieux en connaître les caractéristiques. Ce cheval fait l'objet d'un programme de conservation lancé en 2014 ; 1 129 chevaux y ont été inclus.

## Description
Il est, avec le Sokólski, l'un des deux grands type du Trait polonais. Les efforts de sélection menés au début du XXIe siècle ont conduit à rendre la distinction entre ces deux types plus évidente. Le  Sztumski est plus massif et plus grand que le Sokólski,.
D'après la base de données DAD-IS, les femelles toisent en moyenne 1,59 m et les mâles 1,62 m, pour un poids moyen respectif de 850 à 1 000 kg. 
D'après les analyses génétiques menées par la chercheuse Grażyna Polak, et publiées en 2019, son principal ancêtre est l'Ardennais, qui compte pour 43,67 % de son bagage génétique. Son deuxième principal ancêtre est le Trait belge, cette fois via une contribution à hauteur de 18,32 %.

### Robes
La robe est très généralement de couleur sombre.

## Utilisations
D'après la base de données DAD-IS, cette race est élevée pour sa viande, pour la traction et pour son lait.

## Diffusion de l'élevage
Le Sztumski est une race locale polonaise, native de ce même pays. Cette race est surtout présente dans le nord de la Pologne, en voïvodie de Varmie-Mazurie, en voïvodie de Couïavie-Poméranie et dans la province de Poméranie. 
Cette race est indiquée comme étant en danger d'extinction sur DAD-IS. En 2015, les effectifs se situent dans une fourchette entre 1 700 et 1 900 têtes ; ils ont remonté depuis puisqu'en 2021, ils se situent entre 4 000 et 4 500 têtes.